# Вудсон, Роберт Эверард
Роберт Эверард Вудсон (англ. Robert Everard Woodson, 28 апреля 1904 — 6 ноября 1963) — американский ботаник.

## Биография
Роберт Эверард Вудсон родился в Сент-Луисе 28 апреля 1904 года.
Вудсон был куратором Гербария в Ботаническом саду Миссури и профессором в Henry Shaw School of Botany в Вашингтонском университете. Роберт Эверард был членом кафедры ботаники в Вашингтонском университете. Он внёс значительный вклад в ботанику, описав множество видов растений.
Роберт Эверард Вудсон умер в Сент-Луисе 6 ноября 1963 года.

## Научная деятельность
Роберт Эверард Вудсон специализировался на семенных растениях.

## Некоторые публикации
- 1931. New or otherwise noteworthy Apocynaceae of tropical America.
- 1933. Studies in the Apocynaceae, IV. The American genera of Echitoideae.
- 1937. Contributions toward a Flora of Panama.
- 1938. Apocynaceae: (Asclepiadales) (North American flora). Ed. The New York Bot. Garden.
- 1950. Flora of Panama: Part iv, Piperaceae to Monimiaceae. Ed. Missouri Bot. Garden.
- 1967. Flora of Panama: Part vi, Oxalidaceae to Turneraceae.
- Woodson, RE, RJ Seibert. 1937. Contributions toward a Flora of Panama I: Collections in the provinces of Chiriquí, Coclé, & Panama during the summer of 1935. 210 pp.
- 1938. Contributions toward a Flora of Panama II: Miscellaneous collections during 1936-1938. 840 pp.
- Woodson, RE; H Allen; RJ Seibert. 1939. Contributions toward a Flora of Panama III: Collections during the summer of 1938. 324 pp.
- 1943. Flora of Panama: Part ii, Cycadaceae-Pontederiaceae. Ed. Missouri Bot. Gardens. 576 pp.
- 1945. Flora of Panama: Part III, Juncaceae — Orchidaceae . Ed. Missouri Bot. Gardens. 593 pp.
- 1948. Flora of Panama: Part v, Lauraceae to Leguminosae. Ed. Missouri Bot. Gardens. 448 pp.
- Woodson, RE, E Schlittler, JA Schneider, HW Youngken. 1957. Rauwolfia: botany, pharmacognosy, chemistry & pharmacology
- 1958. Flora of Panama: Part vii, Passifloraceae-Cornaceae. Ed. Missouri Bot. Gardens. 366 pp.
- 1969. Flora of Panama: Part ix, Convolvulaceae to Compositae.

## Почести
Род растений Woodsonia L.H.Bailey семейства Пальмовые был назван в его честь.
В его честь были также названы следующие виды растений:
- Allotoonia woodsoniana (Monach.) J.F.Morales & J.K.Williams[6]
- Aspidosperma woodsonianum Markgr.[7]
- Echites woodsonianus Monach.[8]
- Matelea woodsonii Shinners[9]
- Metastelma woodsonii Acev.-Rodr.[10]
- Pappobolus woodsonianus Cuatrec.[11]
- Werauhia woodsoniana (L.B.Sm.) J.R.Grant[12]
- Maytenus woodsonii Lundell in Woodson & Seibert[13]
- Grammica woodsonii (Yunck.) Holub[14]
- Costus woodsonii Maas[15]
- Sphaeradenia woodsonii Harling[16]
- Cleidion woodsonianum Croizat[17]
- Tussacia woodsonii C.V.Morton[18]
- Eschweilera woodsoniana Dwyer[19]
- Struthanthus woodsonii Cufod.[20]
- Wercklea woodsonii (A.Robyns) Fryxell[21]
- Blakea woodsonii Gleason[22]
- Sarcoglottis woodsonii (L.O.Williams) Garay[23]
- Peperomia woodsonii Trel.[24]
- Solanum woodsonii Correll[25].